# Mambo (vodu)
Mambo é o termo feminino (em oposição ao hungã, ou masculino) utilizado para um Sumo Sacerdote no Vodu haitiano religião no Haiti. Eles são o posto mais alto do clero, na religião, cuja responsabilidade é de preservar os rituais e canções, e manter o relacionamento entre os espíritos e a comunidade como um todo (embora uma parte deste é da responsabilidade de toda a comunidade também). Eles são encarregados de liderar o serviço de todos os espíritos de sua linhagem.